# Yu-Gi-Oh! World Championship 2008
Yu-Gi-Oh! World Championship 2008 est un jeu vidéo de carte de combat inspiré du jeu de cartes à collectionner Yu-Gi-Oh! Jeu de cartes à jouer et dérivé de la saga Yu-Gi-Oh!. Il fonctionne sur Nintendo DS.

## Accueil
- IGN : 7,5/10[1]
- Jeuxvideo.com : 12/20[2]